# Néstor Cerpa Cartolini
Luis Néstor Fortunato Cerpa Cartolini (Lima, 14 augustus 1953 - aldaar, 22 april 1997), ook wel bekend onder zijn nom de guerre kameraad Evaristo (Spaans: Camarada Evaristo), was een leider van de Peruaanse Revolutionaire Beweging Tupac Amaru (MRTA), een Marxistische guerrillabeweging opgericht met als doel om Peru uit de economische invloedssfeer van de Verenigde Staten trekken en om een marxistisch-leninistische staat te vestigen. In de jaren negentig was de organisatie, na het Lichtend Pad, de op een na belangrijkste guerrillabeweging in het land. De organisatie werd door de Peruaanse overheid als een terroristische organisatie beschouwd.
Cerpa werd geboren in de volkswijk La Victoria, in Lima. Als vakbondsleider was hij in de jaren zeventig betrokken bij de bezetting van de Cromotex-textielfabriek, naar aanleiding van een op handen zijnde sluiting van die fabriek. Bij die bezetting werd een politieman gedood. De bezetting werd met geweld beëindigd door de militaire regering van Peru, wat leidde tot de dood van zes arbeiders. Bij deze actie werd Cerpa gearresteerd en veroordeeld tot enkele maanden gevangenisstraf.
Na zijn vrijlating kwam hij in contact met Víctor Polay Campos en Miguel Rincón. Zij waren bezig met het opzetten van een guerrillabeweging en Cerpa sloot zich bij hen aan. Ze wilden met hun beweging de corruptie bij de Peruaanse overheid bestrijden, waarbij ze de Amerikaanse economische invloed als boosdoener zagen en het marxisme als oplossing. Ze waren lid van de Amerikaanse Populaire Revolutionaire Alliantie, maar waren van mening dat veranderingen via die weg niet snel genoeg gingen. Er was dus een nieuwe organisatie nodig, die slagvaardiger kon optreden. Ze noemden deze organisatie "Túpac Amaru", naar Túpac Amaru II, de Quechua-indiaan die in de 18e eeuw de Spaanse autoriteiten uitdaagde. Zij zagen de overheid als een onderdrukkende macht, en meenden dat die het best bestreden kon worden door mensen aan te vallen die geld en macht hadden.
Eind 1985 reisde Cerpa naar Colombia, waar hij betrokken was bij de 19 april beweging, destijds een guerrillabeweging. Na zijn terugkeer in Peru en de arrestatie van Víctor Polay in 1992 werd Cerpa de belangrijkste leider van Tupac Amaru. Hij was daarmee een atypische leider van deze beweging, want de enige die geen intellectueel was. Samen met zijn vrouw Nancy Gilvonio beraamde hij in november 1995 een plan om Polay en andere leiders uit de gevangenis te bevrijden. Het idee was dat Tupac Amaru een gijzelingsactie zou uitvoeren op het Peruaanse parlement, om zo de vrijlating van prominente leden van de guerrillabeweging af te dwingen. Het plan mislukte echter. Op 30 november 1995 werd Nancy Gilvonio samen met Lori Berenson gearresteerd in een bus in het centrum van Lima. Daarop volgde een inval in het huis waarin Berenson tot voor kort had gewoond en dat door Tupac Amaru in gebruik was genomen als safehouse en als wapenopslagplaats. Twaalf guerrilla's werden gearresteerd, onder wie Miguel Rincón, de toenmalige nummer drie van de beweging.
Cerpa kwam om het leven tijdens de ontknoping van de aanval op de Japanse ambassade te Lima op 17 december 1996. Bij deze meest ingrijpende, en tevens laatste, actie van Tupac Amaru werden honderden personen gegijzeld, waaronder ambassadeurs van diverse landen. Op 22 april 1997 maakte het leger een einde aan de actie, waarbij alle gijzelnemers, waaronder Cerpa, werden gedood.
Lange tijd was van geen van de gijzelnemers bekend waar ze begraven waren. Pas in 2001 bleek dat Cerpa op 24 april 1997 in een massagraf was begraven, zonder naam en zonder ceremonie, op de Nueva Esperanza-begraafplaats in Villa María del Triunfo, een buitenwijk van Lima. In dat jaar werden zijn stoffelijke resten opgegraven voor forensisch onderzoek om de oorzaak van zijn dood te achterhalen.